# Haruka Funakubo
Haruka Funakubo, (jap. 舟久保遥香 Funakubo Haruka; * 10. Oktober 1998 in Fujiyoshida, Präfektur Yamanashi) ist eine japanische Judoka, 2022 und 2023 wurde sie Weltmeisterschaftszweite.

## Sportliche Karriere
Funakubo tritt in der Gewichtsklasse bis 57 Kilogramm an, dem Leichtgewicht.
2014 war Funakubo U18-Asienmeisterin. 2015 gewann sie den Titel bei den Juniorenweltmeisterschaften. 2017 und 2018 konnte sie diesen Erfolg wiederholen und war damit die erste dreifache Juniorenweltmeisterin in Einzelwettbewerben. Bei den Asienspielen 2018 gewann Funakubo mit dem japanischen Mixed-Team den Titel in der Mannschaftswertung.
2021 gewann Funakubo ihren ersten japanischen Meistertitel, wobei sie im Finale Nae Udaka bezwang. 2021 und 2022 siegte sie beim Grand-Slam-Turnier in Paris. 2022 gewann sie erneut den japanischen Meistertitel, im Finale besiegte sie diesmal Tsukasa Fushida. Im Juli 2022 gewann sie das Grand-Slam-Turnier in Budapest. Bei den Weltmeisterschaften 2022 in Taschkent bezwang sie im Viertelfinale die Georgierin Eteri Liparteliani und im Halbfinale die Südkoreanerin Mimi Huh. Im Finale unterlag sie der Brasilianerin Rafaela Silva. Im Mai 2023 erreichte Funakubo das Finale bei den Weltmeisterschaften in Doha, dort unterlag sie der Kanadierin Christa Deguchi. Bei den Olympischen Spielen 2024 in Paris gewann sie die Bronzemedaille im Leichtgewicht und die Silbermedaille mit dem Mixed-Team.